# 李整
李整（2世紀—190年代），東漢兗州山陽郡鉅野縣（今山東巨野）人，曹操麾下將領。

## 生平
李典從父李乾之子，李乾不願聽吕布别驾薛蘭與治中李封之言反叛曹操投靠呂布，於是薛蘭等將李乾殺害。
興平二年（西元195年），薛蘭與李封在鉅野駐紮，為曹操所攻，李整帶兵為父報仇，與曹軍諸將擊破薛李二人，薛蘭等為曹操斬殺。李整跟隨平定兗州諸縣有功，遷青州刺史。李整去世後，李典以中郎將身份領潁陰令，並統領李整的部隊。